# Аисты (пьеса)
«Аисты» — комедия древнегреческого драматурга Аристофана, написанная и поставленная предположительно в начале IV века до н. э. Текст пьесы практически полностью утрачен, сохранился только ряд коротких фрагментов, процитированных более поздними античными и средневековыми авторами (фрг. 322—330).
О сюжете пьесы ничего не известно. При этом в сохранившихся фрагментах упоминаются оратор Неоклид и скупец Патрокл, фигурирующие в комедиях Аристофана «Плутос» (оба) и «Женщины в народном собрании» (Неоклид).